# 我拯救太多女主角引發了世界末日！？
《我拯救太多女主角引發了世界末日！？》（日语：俺がヒロインを助けすぎて世界がリトル黙示録!?）是所寫的日本輕小說。由擔任插畫，在Hobby Japan的HJ文庫上發行。臺灣中文版則由東立代理發行。
同名改編漫畫於Hobby Japan網路漫畫網站「COMIC DANGAN」的開站日開始，隔週連載，作畫為長谷川光司。臺灣中文版一樣由東立代理發行。

## 故事簡介
描述主角和未來人在橫跨了「過去到未來」，「異世界、異次元」，「劍與魔法到科幻世界」的超時空修羅場奮鬥故事。
「波亂烈火」將在16歲生日的同時成為了高中新鮮人。但生日前一天，自己的老爸卻突然說出家族有「波亂血統」，一種男孩滿16歲後會被牽扯進各式各樣「故事」，成為故事裡缺席的主角的古怪血統。以為只是生日玩笑的烈火，第二天很平靜的參加入學典禮，可是身邊冒出只有自己看得到、摸得到的未來人少女「阿魯」。阿魯警告烈火：未來的世界會因為烈火拯救了上百位故事女主角，到處留情卻誰也沒選而爆發「全體戰爭」，變得一蹋糊塗。

## 登場人物

### 主要人物
波亂烈火
本作主角，16歲，高中一年級。原本只是普通人，受體內的「波亂血統」的影響，在年滿十六後被捲進各種不可思議的故事。
不喜歡惹人注目而安於普通生活，除血統外沒有任何特殊能力，但無法對陷入困境的女主角見死不救。靠著自己的智慧與勇氣，善用不同故事的資源來解決故事中的難題。
本人自評從小和女生相處的機會不多。雖然波亂血統覺醒後和女生邂逅的機率急速上升，但擁有會被寫進未來世界教科書的「毀滅世界等級的遲鈍」，幾乎完全沒有發覺女主角們對自己的愛意。
阿魯
主角的夥伴，小學生體型的藍髮軍服少女。
為了迴避「全體戰爭」，從未來被派來的人工生命體，真實年齡兩歲。總是飄在烈火四周，沒辦法離開烈火超過5公尺，也只有烈火看得到摸得到她。
常常催促烈火選擇伴侶，對烈火真如未來教科書寫的遲鈍加優柔寡斷很頭痛。聲稱「對所有女主角公平」，對烈火在故事中碰到的難題不會提供意見。

### 「故事」的女主角
小說第1冊
大友皋月
16歲，高中一年級，住烈火家隔壁，是烈火的青梅竹馬兼同班同學。
從小隱瞞自己家是魔法師的祕密，但最近因森羅大魔法而被最強的魔法師彌賽亞盯上。
彌賽亞事件結束後，回到照顧烈火生活的日常，還開始用魔法與魔法藥幫助烈火。但因為烈火的遲鈍讓兩人關係一直沒進展，過著每天到烈火家和海麗莎搶烈火，在學校和依莉絲爭烈火的日子。
依莉絲·斐瑞利塔斯·塞芙科兒
斐瑞利塔星球最高審議會『歐瓦裏昂』的議長的獨生女。
不滿被強迫與薩塔摩尼亞大王締結政治婚姻，搭乘私用宇宙船逃到地球來。在躲避追兵時偶然被烈火救助。
第一卷結尾時，轉入烈火班上留學，目的是學習當個稱職的烈火的新娘。
海麗莎·荷波
異世界魔導士。擅長使用召喚術和讓施術對象變透明的法術。
參加第七回魔王討伐軍時，因無法控制召喚精靈使友軍被精靈攻擊進而討伐失敗，結果被判處死刑。但是由於召喚術師只剩海麗莎一個人，國王便開出讓海麗莎使用亞伯拉罕王家的秘密儀式召喚出勇者換取特赦的條件。
第一卷末被烈火帶來地球後回不去自己的世界，之後成為列火家的食客，開始學習打理烈火家的家務。
小說第2冊
望野都美貴
食堂『望屋』的女兒。
特托拉·梅托拉·雷托拉
地底村的村長的女兒。
莉亞
聖經中的最強巨獸利维坦，可化身為紅髮女性。
小說第3冊
萬丈 響
烈火的親戚、繼承女性版「波亂血統」的「萬丈血統」、男子氣的少女。高中2年級。
認為「萬丈血統」為周圍帶來麻煩，曾因為之前「故事」而害與「本故事」無關的朋友重傷住院。為終止其血統而找上烈火，想以萬丈血統與波亂血統繼承者結婚、不生小孩」讓其血統斷絕，卻同時與烈火一起捲入複數個「故事」。
小說第4冊
契爾西·瑪格麗特
寶物獵人的女性。生在魔法師名門瑪格麗特家、因為沒有魔法的才能與同樣沒有才能的弟弟離開家裡。
為救重病在身的弟弟而造訪日本、聽到醫師說弟弟的性命不久。為尋找唯一能救弟弟手段的「悪魔之壷」而尋求響的幫助。
只會「施法對象身高縮減一公尺」的魔法。
羅莎琳·C·巴托里
年齡500歲以上的高位吸血鬼。有一頭金色長髮長、紅眼睛。
於大約100年前離開歐洲到日本而遇到烈火的祖先且深交，卻因烈火的祖先要救一位女主角而打敗羅莎琳且封棺丟到海裡。
因為是高位吸血鬼不怕太陽、海水、十字架、大蒜、唯一弱點為銀。
不知為何對女僕有強烈的執著。
鈴蘭/銀色殺手
人造人少女。個體名「銀色殺手」。身體由液態金屬所構成，以傳說物質「賢者之石」為核心，能自由變形。
於200年前被錬金術師為抹殺羅莎琳而製造出來。約100年前羅莎琳的反應消失而暫時停止活動、為再次確認到羅莎琳的反應而追羅莎琳到烈火住的城市。
因烈火向悪魔之壷許的願望而變成人類，肉體變得與一般人無異，賢者之石則被排出體外。事件結束後從烈火那得到新名子鈴蘭，現作為羅莎琳的女僕。
小說第5冊
莎莉·馬達卡斯卡威爾·布拉德
惑星艾斯塔席翁直属研究機關主任的少女。
法姆
宇宙海賊團大海魂的見習船員。小精靈的少女。
蓮音·瓦特泰爾德
常夏惑星貝拉洛的人魚族公主。

### 「故事」的反派
小說第1冊
彌賽亞·肯迪斯托拉普斯
現代最強的魔法師，擅長雷系魔法。攻擊魔法的威力能夠消滅巨大隕石，在身邊張開的魔法障壁能完全防禦物理或魔法攻擊。
試圖染指皐月，目的完全是為了「森羅的大魔法」，就算把皐月變成人偶也毫不在乎。
薩塔摩尼亞大王
君臨大銀河聯邦上層，薩塔摩尼亞星的暴君。智慧不高且易怒，但身邊有極為精明的參謀。
長得像人類、豬和蟾蜍的混血，頭上還有觸角。以薩塔摩尼亞星的武力威脅斐瑞利塔星，意圖強娶依莉絲為妻。
魔王
復活的異世界魔王，擁有龍的外型。
一直坐鎮在有不可侵結界保護的魔王城中，卻能在大陸各地憑空招喚出魔物大軍襲擊人類。人類雖然組織了七次討伐軍，但最終都因無法進入不可侵結界而挫敗。
數百年前敗給勇者之劍和光系魔法後遭封印，花費數百年的光陰練就能復活多次且愈復活愈強的多段變身，在第二段變身後就擁有和勇者之劍相同的能力：包含光系魔法的任何魔法都對他無效。
小說第2冊
巴哈姆特

### 其他
波亂次元
烈火的父親，家庭主夫。在烈火十六歲生日的前一天告誡烈火「波亂血統」和「故事」的關係。之後就放烈火一人在日本獨居。陪烈火的母親到國外赴任。

## 用語
波亂血統
波亂家的男孩子到十六歲後，開始被牽連進各式各樣主角缺席的「故事」的血統。也可以說是有極高的機會邂逅外星人、未來人、超能力者、異世界人或魔法師等特異人種的體質。
雖然是強大的「主角命」血統，但波亂家的人除此之外只是普通人類，沒有任何特殊能力。
此能力一般會隨著年齡增長而消退。
「故事」
主角缺席而找上波亂家的故事。
對「故事」而言，波亂家的人是遞補勇者、英雄的最後希望。若被波亂家的人放棄，故事就會因無人拯救，注定走向悲劇。
全體戰爭
發生在未來，全世界被搞得慘不忍睹的大戰爭。
起因是未來的烈火拯救了上百個「故事」，也因此在每個故事的女主角心中埋下極深的情種。但遲鈍的烈火卻沒有回應任何一位女主角的心意，最終造成被冷落的上百位各懷異能的女主角們殺紅了眼，全世界被拖下水的大慘劇。
森羅的大魔法
能夠讀取「阿卡西記錄」，通曉過去到現在所有的事理的大魔法。有著找回失傳禁咒、翻盤歷史事件等輕易改變世界的威力，自古以來被各方覬覦。
皐月的家族一子單傳的魔法：能使用「森羅的大魔法」的父母在生下繼承者後失去這份力量，繼承者成為唯一的使用者。繼承者在成年後，和約定終身的伴侶在契約下接吻，伴侶會成為另一位「森羅的大魔法」的使用者，之後兩人再生下新的繼承者，一直傳承至今。現代的使用者是大友皋月。
傳送錶
外星科技產品。只要輸入目的地的相對座標，就能讓配戴者跳躍到指定地點。移動的距離上限約數百公里、質量上限約１～２人再加上隨身行李的程度。
在外星科技的世界會被障壁阻擋而限制多多，但在地球或異世界則毫無限制。
雷射槍
外星科技武器，薩塔摩尼亞製，依莉絲的護身武器。威力以地球人的角度來看比較接近雷射大砲，效果接近異世界中已失傳的光系魔法，但畢竟不是魔法。
勇者之劍
前代勇者所用的傳說之劍，擁有斬除一切魔法的能力。
數百年前封印魔王後，被前代勇者以魔法封印在王城地下，只有下任勇者能拔出。

## 既刊一覽

### 輕小說
| 冊數 | Hobby Japan    | Hobby Japan            | 東立出版社     | 東立出版社             |
| 冊數 | 發售日期       | ISBN                   | 發售日期       | ISBN                   |
| ---- | -------------- | ---------------------- | -------------- | ---------------------- |
| 1    | 2011年6月1日   | ISBN 978-4-7986-0239-4 | 2012年7月19日  | ISBN 978-986-317-262-8 |
| 2    | 2011年10月1日  | ISBN 978-4-7986-0298-1 | 2013年1月3日   | ISBN 978-986-324-730-2 |
| 3    | 2011年1月1日   | ISBN 978-4-7986-0336-0 | 2013年4月15日  | ISBN 978-986-332-370-9 |
| 4    | 2012年3月31日  | ISBN 978-4-7986-0381-0 | 2013年10月15日 | ISBN 978-986-337-462-6 |
| 5    | 2012年7月1日   | ISBN 978-4-7986-0423-7 | 2014年3月10日  | ISBN 978-986-348-494-3 |
| 6    | 2012年10月1日  | ISBN 978-4-7986-0472-5 | 2014年9月15日  | ISBN 978-986-365-658-6 |
| 7    | 2013年2月1日   | ISBN 978-4-7986-0538-8 | 2014年12月15日 | ISBN 978-986-382-304-9 |
| 8    | 2013年5月1日   | ISBN 978-4-7986-0600-2 | 2015年4月2日   | ISBN 978-986-431-151-4 |
| 9    | 2013年8月31日  | ISBN 978-4-7986-0667-5 | 2015年11月9日  | ISBN 978-986-462-509-3 |
| 10   | 2013年12月28日 | ISBN 978-4-7986-0731-3 | 2016年6月20日  | ISBN 978-986-470-428-6 |
| 11   | 2014年4月1日   | ISBN 978-4-7986-0798-6 | 2016年11月17日 | ISBN 978-986-482-209-6 |
| 12   | 2014年9月1日   | ISBN 978-4-7986-0870-9 | 2017年10月15日 | ISBN 978-986-486-921-3 |
| 13   | 2015年1月31日  | ISBN 978-4-7986-0958-4 |                |                        |
| 14   | 2015年6月1日   | ISBN 978-4-7986-1027-6 |                |                        |
| 15   | 2015年10月31日 | ISBN 978-4-7986-1094-8 |                |                        |
| 16   | 2016年5月31日  | ISBN 978-4-7986-1234-8 |                |                        |

### 漫畫
| 冊數 | Hobby Japan   | Hobby Japan            | 東立出版社     | 東立出版社             |
| 冊數 | 發售日期      | ISBN                   | 發售日期       | ISBN                   |
| ---- | ------------- | ---------------------- | -------------- | ---------------------- |
| 1    | 2012年4月27日 | ISBN 978-4-7986-0389-6 | 2012年10月30日 | ISBN 978-986-317-742-5 |
| 2    | 2012年9月27日 | ISBN 978-4-7986-0463-3 | 2013年3月20日  | ISBN 978-986-317-743-2 |
| 3    | 2013年3月27日 | ISBN 978-4-7986-0559-3 | 2013年10月15日 | ISBN 978-986-332-511-6 |
| 4    | 2013年8月27日 | ISBN 978-4-7986-0655-2 | 2014年1月5日   | ISBN 978-986-337-215-8 |
| 5    | 2014年2月27日 | ISBN 978-4-7986-0752-8 | 2014年10月9日  | ISBN 978-986-348-473-8 |

## 外部連結
- http://www.hobbyjapan.co.jp/hjbunko/mokusiroku/ （页面存档备份，存于）（HJ文庫）
- （日語） （COMIC DANGAN）